# Lophotaspis macdonaldi
Lophotaspis macdonaldi är en plattmaskart som beskrevs av Francesco Saverio Monticelli 1891. Lophotaspis macdonaldi ingår i släktet Lophotaspis och familjen Aspidogastridae. Inga underarter finns listade i Catalogue of Life.